# Reuti TG
| TG ist das Kürzel für den Kanton Thurgau in der Schweiz. Es wird verwendet, um Verwechslungen mit anderen Einträgen des Namens Reuti zu vermeiden. |

Reuti, schweizerdeutsch Rüüti, ist eine ehemalige Ortsgemeinde und eine Siedlung der Gemeinde Bussnang im Bezirk Weinfelden des Kantons Thurgau in der Schweiz.
Von 1803 bis 1995 gehörte die Ortsgemeinde Reuti zur Munizipalgemeinde Bussnang und umfasste das Bauerndorf Reuti und das etwa 2 Kilometer entfernte südlich der Thur gelegene Kirchdörflein Wertbühl. Am 1. Januar 1995 fusionierte die Ortsgemeinde Reuti im Rahmen der Thurgauer Gemeindereform zur politischen Gemeinde Bussnang.

## Geschichte

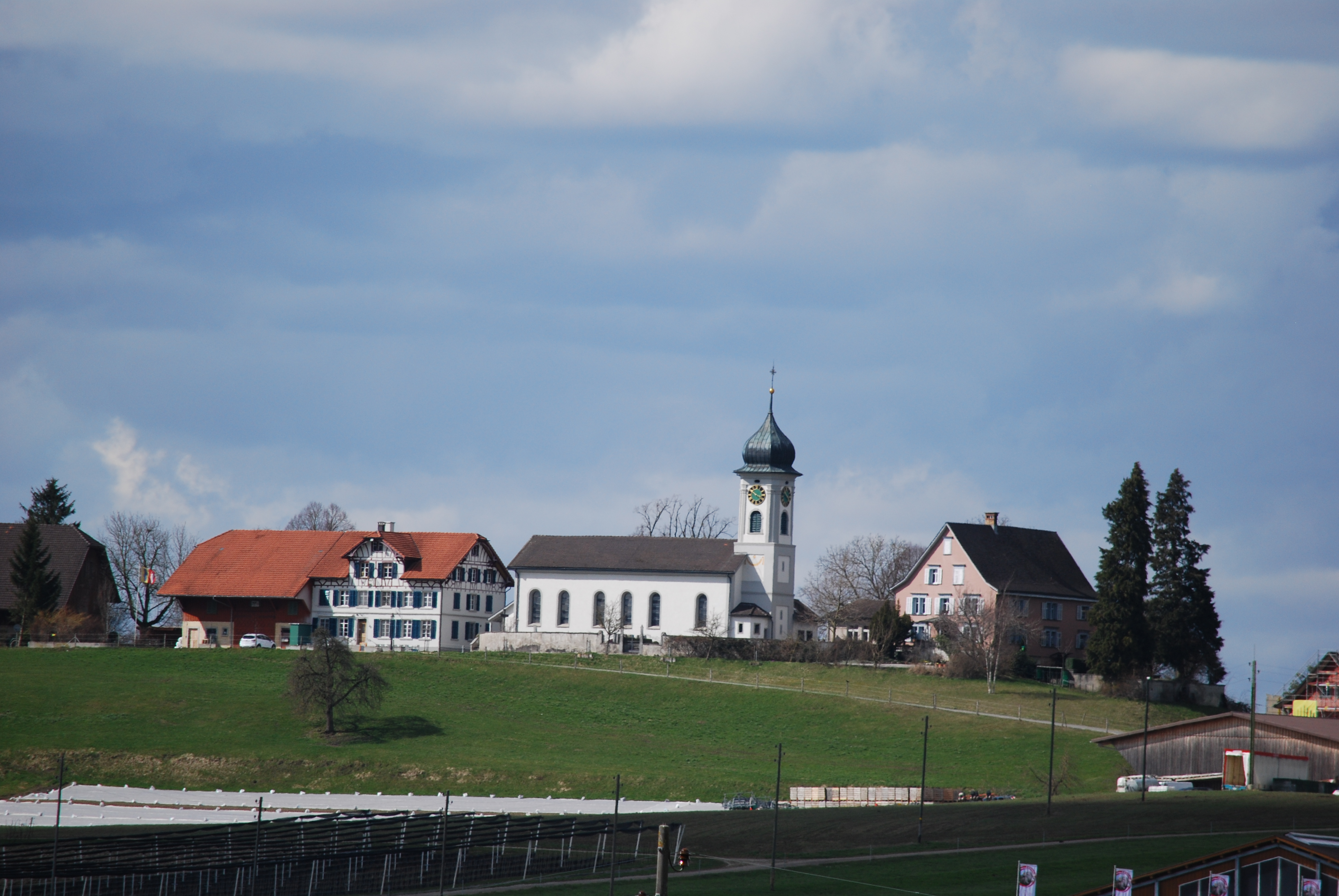
Wertbühl war stets für die Katholiken Reutis zuständig.

Reuti und Wertbühl gehörten vom Hochmittelalter bis 1798 zum Niedergericht Mettlen und zur Herrschaft Bürglen. Kirchlich war Reuti stets Teil von Wertbühl, wo die Katholiken auch nach der Reformation eingepfarrt blieben. Die wenigen Reformierten besuchten ab 1529 benachbarte Kirchen, denen sie im 19. Jahrhundert fest zugeteilt wurden: Reuti zu Bussnang, Wertbühl zu Bürglen.
Der Kornbau wurde im Rahmen der Dreizelgenwirtschaft betrieben, daneben Rebbau, ab Mitte des 19. Jahrhunderts vermehrt Vieh- und Milchwirtschaft sowie Obstbau. Reuti behielt bäuerlichen Charakter.

## Wappen

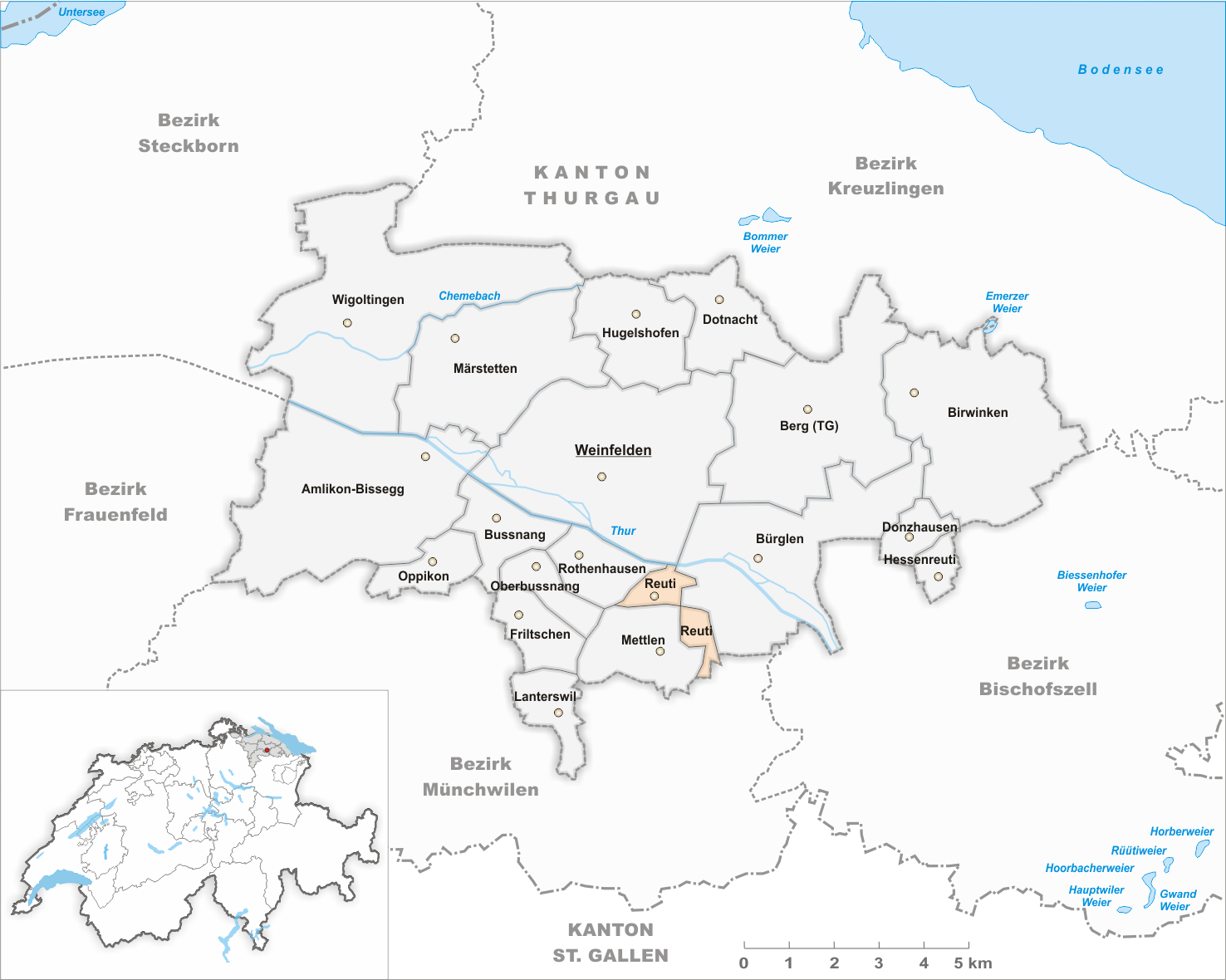
Gemeindestand vor der Fusion im Jahr 1996

Blasonierung: Von Gelb gespalten, mit einem blauen Stamm mit vier abgehauenen Ästen, und Rot, mit einem weissen Krug mit Henkel.
Die gelb-blaue Hälfte ist ein redendes Wappen für Reuti in den Farben Bürglens. Die rot-weisse Hälfte zeigt das Krüglein der heiligen Verena, der Kirchenpatronin von Wertbühl, in den Farben des Domkapitels Konstanz.

## Bevölkerung
| Jahr         | 1850  | 1900  | 1950  | 1990  | 2000  | 2010  | 2018  |
| Ortsgemeinde | 134   | 101   | 116   | 122   |       |       |       |
| Ortschaft    |       |       |       |       | 59    | 48    | 52    |
| Quelle       | [ 2 ] | [ 2 ] | [ 2 ] | [ 2 ] | [ 6 ] | [ 7 ] | [ 8 ] |

## Sehenswürdigkeiten
→ siehe Abschnitt Sehenswürdigkeiten im Artikel Wertbühl